# Traveller (Jorn)
Traveller è l'ottavo album in studio del gruppo musicale norvegese Jorn, pubblicato nel 2013.

## Tracce
1. Overload – 5:21
2. Cancer Demon – 4:28
3. Traveller – 5:38
4. Window Maker – 4:26
5. Make Your Engine Scream – 4:12
6. Legend Man – 4:01
7. Carry the Black – 6:09
8. Rev On – 4:43
9. Monsoon – 4:20
10. The Man Who Was King – 5:52

## Formazione
- Jørn Lande – voce
- Trond Holter – chitarra
- Jimmy Iversen – chitarra
- Bernt Jansen – basso (tracce 1, 3, 5, 7, 8, 11)
- Willy Bendiksen – batteria
- Espen Mjøen – basso (tracce 2, 4, 6, 9, 10)
- Tommy Hansen – tastiera